# Trommald
Trommald – miasto położone w środkowej części stanu Minnesota.
Liczy 125 mieszkańców (2000). Ma powierzchnię 10,5 km²